# Dana Wynter

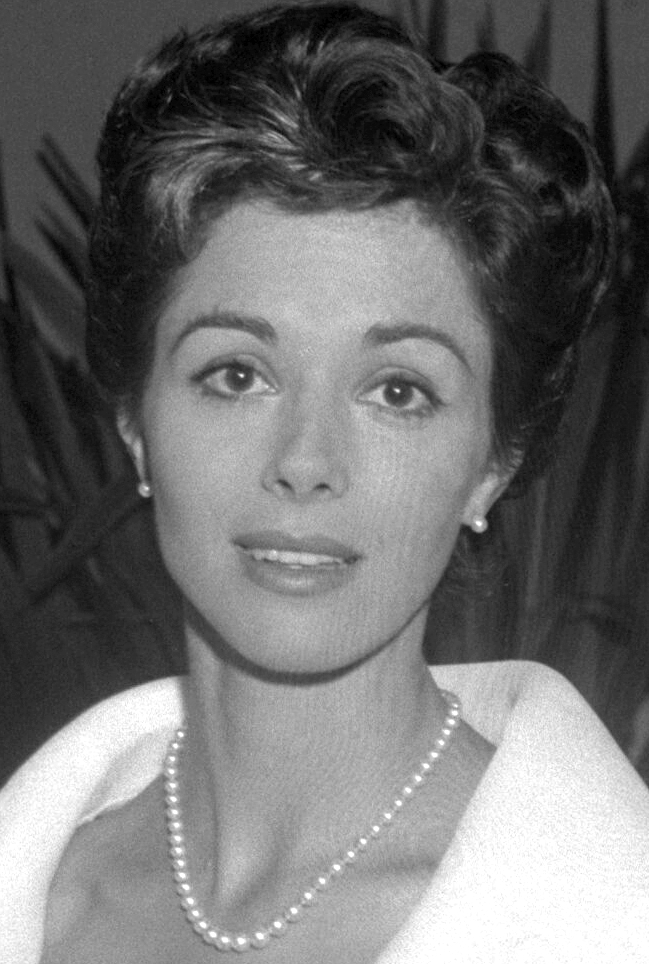
Dana Wynter (1958)

Dana Wynter (gebürtig: Dagmar Winter; * 8. Juni 1931 in Berlin, Deutschland; † 5. Mai 2011 in Ojai, Kalifornien, Vereinigte Staaten) war eine britische Schauspielerin.

## Leben
Die Berliner Chirurgentochter wuchs in London und der damals britischen Kolonie Rhodesien auf.
Kurz nach Kriegsende 1945 begann sie an der Rhodes University in Grahamstown ein Medizinstudium, widmete sich aber nebenbei immer stärker ihrem Hobby, dem Amateurtheater. Die Truppe Fadssa, in der sie zunächst als Dagmar Wynter mitwirkte, gewann mit der Aufführung des Stücks Through the Glass Darkly den ersten Preis bei einem südafrikanischen Amateurtheaterfestival.
1950 entschloss sie sich zur Rückkehr nach London, um dort professionell als Schauspielerin zu arbeiten. Als Dana Wynter wurde die Wahlbritin Elevin am Old Vic Theatre und debütierte als Profi in einer Aufführung von Perikles. Zur selben Zeit erhielt sie erstmals Filmrollen. Doch erst ihr Wechsel nach Hollywood 1954 gab ihrer Karriere ein wenig Schub. 1956 gewann sie den Golden Globe Award als beste Nachwuchsdarstellerin des Jahres.

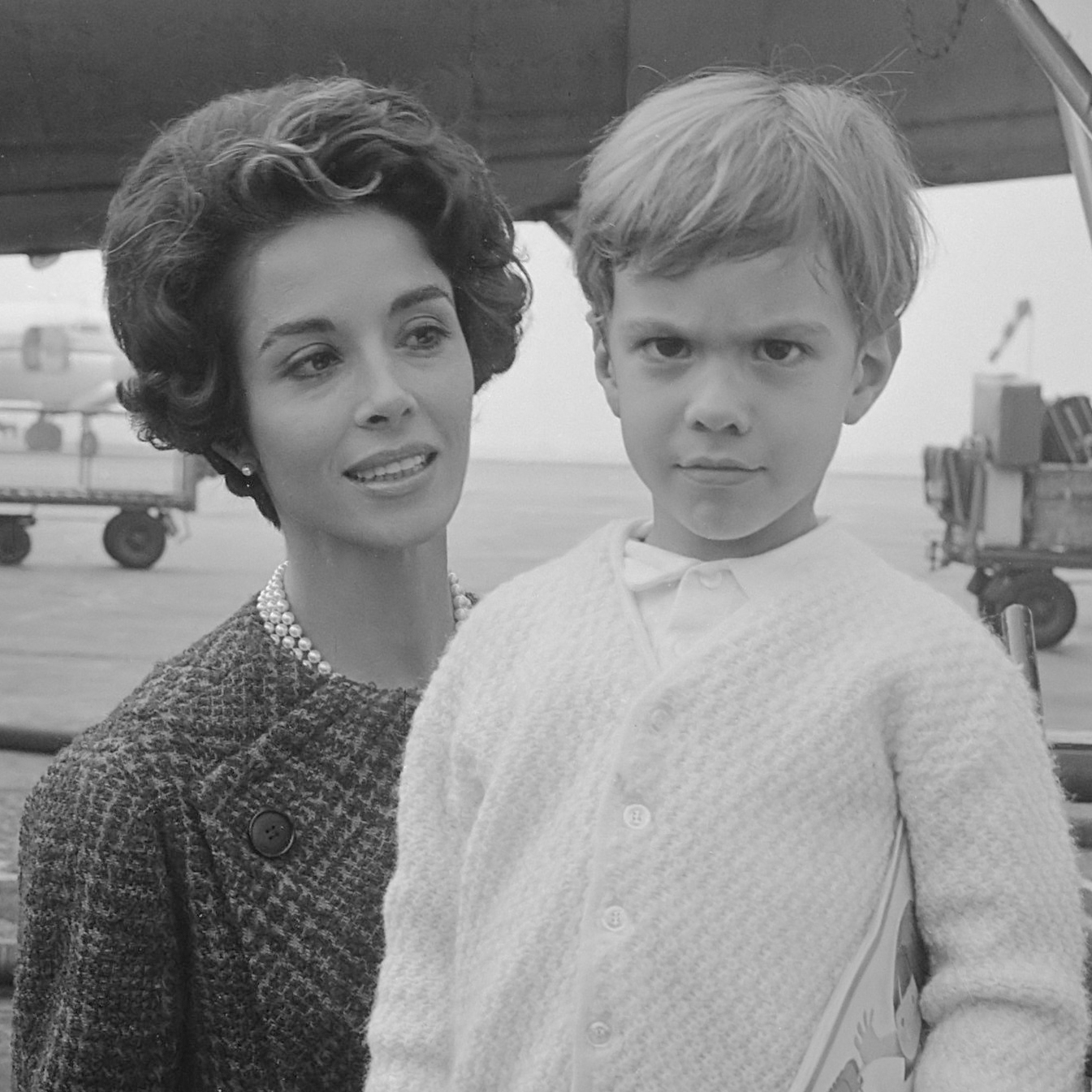
Dana Wynter und Sohn Mark (1963)

Dana Wynter spielte Hauptrollen in Kinofilmen wie Die Dämonischen, Zwischen Himmel und Hölle und General Pfeifendeckel und war zu Gast in einer Fülle von US-Fernsehserien wie Dick Powell Show oder Alfred Hitchcock präsentiert. Eine durchgehende Rolle erhielt sie 1966 in der Serie Der Mann, den es nicht gibt. 1975 beendete Wynter weitgehend ihre Tätigkeit für den Kinofilm in der Rolle von Yves Montands Frau in Die schönen Wilden. 1982 war sie in dem Fernsehfilm Die Romanze von Charles & Diana zu sehen, wo sie Queen Elisabeth II. verkörperte.
Von 1956 bis 1981 war sie mit dem Scheidungsanwalt Greg Bautzer verheiratet. Aus der Ehe ging ein gemeinsamer Sohn hervor. Zuletzt lebte Wynter abwechselnd in Kalifornien und in County Wicklow, Irland.

## Filmografie (Auswahl)
- 1951: Nacht ohne Sterne (Night Without Stars)
- 1952: Der rote Korsar (The Crimson Pirate)
- 1953: Die Ritter der Tafelrunde (Knights of the Round Table)
- 1955: Unvollendete Liebe (The View from Pompey’s Head)
- 1956: Die Dämonischen (Invasion of the Body Snatchers)
- 1956: Zwischen Himmel und Hölle (D-Day the Sixth of June)
- 1957: Flammen über Afrika (Alternativ: Die schwarze Haut) (Something of Value)
- 1957–1959: Playhouse 90 (Fernsehserie)
- 1958: Hölle, wo ist dein Schrecken (In Love and War)
- 1959: Ein Händedruck des Teufels (Shake Hands with the Devil)
- 1960: Die letzte Fahrt der Bismarck (Sink the Bismarck!)
- 1961: General Pfeifendeckel (Alternativ: Unternehmen Pappkamerad) (On the Double)
- 1962: Heute Abend Dick Powell (The Dick Powell Show)
- 1963: Die Leute von der Shiloh Ranch (The Virginian, Fernsehserie)
- 1963: Die Totenliste (The List of Adrian Messenger)
- 1963–1965: Bob Hope Presents the Chrysler Theatre (Fernsehserie)
- 1964–1965: 12 O’Clock High (Fernsehserie)
- 1965: Alfred Hitchcock präsentiert / The Alfred Hitchcock Hour (Alfred Hitchcock Presents)
- 1966: Verrückter wilder Westen (The Wild Wild West)
- 1966–1967: Der Mann, den es nicht gibt (The Man Who Never Was, Fernsehserie)
- 1966–1971: FBI (The F.B.I., Fernsehserie)
- 1967: Rauchende Colts (Gunsmoke, Fernsehserie)
- 1967: Invasion von der Wega (The Invaders, Fernsehserie)
- 1969: Ihr Auftritt, Al Mundy (It Takes a Thief, Fernsehserie)
- 1970: Airport
- 1971–1974: Owen Marshall – Strafverteidiger (Owen Marshall: Counselor at Law, Fernsehserie)
- 1973: Santee, der Einzelgänger (Santee)
- 1973–1975: Cannon (Fernsehserie)
- 1974: Ein Computer wird gejagt (The Questor-Files)
- 1975: Die schönen Wilden (Le sauvage)
- 1978–1982: Bracken (Fernsehserie)
- 1979: Detektiv Rockford – Anruf genügt (The Rockford Files, Fernsehserie)
- 1979–1981: Love Boat (The Love Boat)
- 1981: Hart aber herzlich (Hart to Hart; Folge Mordsdiamanten)
- 1982: Magnum (Magnum, P.I., Fernsehserie)
- 1993: Der Chef kehrt zurück (The Return of Ironside, Fernsehfilm)